# Magaliella punctata
Magaliella punctata är en skalbaggsart som beskrevs av Maria Helena M. Galileo och Martins 2008. Magaliella punctata ingår i släktet Magaliella och familjen långhorningar. Inga underarter finns listade i Catalogue of Life.